# Estructura electrónica
En química cuántica, la estructura electrónica es el estado de movimiento de los electrones en un campo electrostático creado por núcleos estacionarios. El término abarca tanto las funciones de onda de los electrones como las energías asociadas con ellos. La estructura electrónica se obtiene resolviendo ecuaciones mecánicas cuánticas para el problema de núcleos prensados mencionado anteriormente. 
Los problemas de estructura electrónica surgen de la aproximación de Born-Oppenheimer. Junto con la dinámica nuclear, el problema de la estructura electrónica es uno de los dos pasos para estudiar el movimiento mecánico cuántico de un sistema molecular. Excepto por una pequeña cantidad de problemas simples como los átomos de hidrógeno, la solución de problemas de estructura electrónica requiere computadoras modernas. 
El problema de la estructura electrónica se resuelve habitualmente con programas informáticos de química cuántica.Los cálculos de estructura electrónica se encuentran entre las tareas más intensivas en cómputo en todos los cálculos científicos. Por esta razón, los cálculos de química cuántica ocupan una parte significativa en muchas instalaciones científicas de supercomputadoras. 
Existen varios métodos para obtener estructuras electrónicas y su aplicabilidad varía de un caso a otro .